# Сепулька
Сепулька (пол. sepulka) — термін, жартівливо використаний Станіславом Лемом для демонстрації принципу нескінченної рекурсії. В сучасній мові вживається як синонім симулякра, знаку без референта.
В сатиричному творі Лема «Зоряні щоденники Ійона Тихого» головний герой Ійон Тихий шукає в «Космічній енциклопедії» інформацію про сепульки:

Знайшов наступні короткі відомості:

«СЕПУЛЬКИ — важливий елемент цивілізації ардритів (див.) з планети Ентеропія (див.). Див. СЕПУЛЬКАРІЇ».

Я послідував цій пораді і прочитав:

«СЕПУЛЬКАРІЇ — пристрої для сепуляції (див.)».

Я пошукав «Сепуляція»; там значилось:

«СЕПУЛЯЦІЯ — заняття ардритів (див.) з планети Ентеропія (див.). Див. СЕПУЛЬКИ».

С. Лем. Зоряні щоденники Ійона Тихого. Подорож чотирнадцята.

Також згадуються в романі «Огляд на місці».